# Dolina (rejon kowelski)
Dolina (ukr. Долина; do 1964 Porochno, ukr. Порохне) – wieś na Ukrainie w rejonie kowelskim, obwodu wołyńskiego. W II Rzeczypospolitej miejscowość wchodziła w skład gminy wiejskiej Górniki w powiecie kowelskim województwa wołyńskiego.
W niewielkiej odległości na południe od Doliny znajdował się przed wojną chutor Toczyszcze.
Do 2020 w rejonie ratnieńskim.